# Heizel
Het Heizelplateau (Frans: Plateau du Heysel), of kortweg de Heizel (Frans: Heysel), is een wijk in Laken in de Belgische hoofdstad Brussel. De Heizel ligt in het noordwesten van de stad, ruwweg tussen de Romeinsesteenweg, de Houba De Strooperlaan en het Park van Laken.
Op de Heizel werd in 1935 en 1958 een wereldtentoonstelling gehouden, waaraan het expositie- en conferentiecomplex Brussels Expo, het Planetarium van Brussel en het Atomium nog herinneren. Andere attracties op de Heizel zijn het Bruparck en het Koning Boudewijnstadion, vroeger Heizelstadion geheten.

## Geschiedenis
Gedurende het ancien régime was het Heizelplateau grotendeels eigendom van de paters van Affligem. Het behoorde tot de parochie Laken.
De Vandermaelenkaart uit het midden van de 19de eeuw toont hier een landelijk gehuchtje Heyssel.
Aan het einde van de 19e eeuw had de Heizel nog een uitgesproken landelijk karakter, hoewel er al plannen bestonden op het plateau een nieuw stadsgebied te ontwikkelen. Koning Leopold II was in 1899 begonnen met het verwerven van grond op de Heizel en nadat de gemeente Laken in 1921 was geannexeerd door Brussel, droeg de staat het terrein over aan de stad. Aangezien het Jubelpark inmiddels te krap was geworden, wilde men de Heizel ontwikkelen tot de nieuwe expositie- en congreslocatie van de Belgische hoofdstad. Het complex werd ontworpen door architect Joseph Van Neck en zou in 1935 onderdak bieden aan de wereldtentoonstelling. In 1930 kwam het stadion op de Heizel gereed, dat ter ere van het 100-jarig bestaan van de Belgische staat Eeuwfeeststadion gedoopt werd. In 1958 verrees ter gelegenheid van wederom een wereldtentoonstelling op de Heizel het Atomium, dat tot een van de symbolen van Brussel zou uitgroeien.
In een van de paleizen van de huidige expo werd in 1987 het Eurovisiesongfestival georganiseerd. 

## Verkeer en vervoer
De Heizel wordt ontsloten door metrolijn 6 met de stations Heizel en Koning Boudewijn en ligt dicht aan de Brusselse Ring.